# Ngũ Gia Cừ
Ngũ Gia Cừ ({{zh|c= 五家渠|p= Wǔjiāqú, Uyghur: ۋۇجياچۈ‎, ULY: Wujyachü, UPNY: Vujyaqü?) là một thành phố cấp huyện của khu tự trị Tân Cương, Trung Quốc. Thành phố không trực thuộc địa khu nào và nằm ở phía bắc của Urumqi.

### Trấn
- Quân Khẩn Lộ 军垦路街道
- Thanh Hồ Lộ 青湖路街道
- Nhân dân Lộ 人民路街道